# Kévin N'Doram
Kévin N'Doram (Saint-Sébastien-sur-Loire, 22 de enero de 1996) es un futbolista francés que juega de centrocampista en el Al-Kholood Club de la Liga Profesional Saudí. Es hijo del exfutbolista de Chad, Japhet N'Doram.
En noviembre de 2019 sufrió un accidente de coche junto a su compañero Manuel Cabit, que resultó gravemente herido.

## Selección nacional
N'Doram fue internacional con la selección de fútbol sub-21 de Francia.

## Clubes
| Club                | País           | Año       |
| ------------------- | -------------- | --------- |
| A. S. Monaco F. C.  | Francia        | 2016-2020 |
| F. C. Metz (cedido) | Francia        | 2019-2020 |
| F. C. Metz          | Francia        | 2020-2024 |
| Al-Kholood Club     | Arabia Saudita | 2024-act. |

## Palmarés

### Títulos nacionales
| Título  | Club               | País    | Año  |
| ------- | ------------------ | ------- | ---- |
| Ligue 1 | A. S. Mónaco F. C. | Francia | 2017 |